# Anisodes obrinaria
Anisodes obrinaria là một loài bướm đêm trong họ Geometridae.